# Amirim
Amirim (en hebreu: אמירים, en català: copes d'arbre) és un moixav en la Galilea establert per vegetarians. Actualment hi ha 150 famílies vivint en el moixav. Amirim està ubicat 650 metres sobre el nivell del mar en un turó amb vista al mar de Galilea. Aquesta a 15 km de Safed.

## Història
Els primers intents d'immigrants jueus del Marroc per establir un assentament en la dècada de 1950 no van tenir èxit. El nom original va ser Shefa Bet. El 1958, un grup de persones de diversos orígens es van unir per crear un moixav sobre la base d'un estil de vida i ideologia vegetarià, vegà i orgànic. Els fundadors d'Amirim es troben entre els pioners del moviment vegetarià a Israel.

## Economia
Una de les principals fonts d'ingressos del moixav és el turisme. El moixav té fondes i restaurants que ofereixen menjars vegetarians i vegans. A començaments del decenni de 1960, l'Agència Jueva va ajudar a 10 famílies a construir el primer tzimerim, com són coneguts els xalets per a clients.